# Powiat de Żagań
Pour les articles homonymes, voir Żagań.
Le powiat de Żagań (en polonais : « Powiat żagański ») est une unité de l'administration territoriale (district) et du gouvernement local (appelé powiat) de la voïvodie de Lubusz, à l'ouest de la Pologne.
Elle est née le 1er janvier 1999, à la suite des réformes polonaises de gouvernement local passées en 1998. 
Le siège administratif (chef-lieu) du powiat est la ville de Żagań qui se situe environ à 39 kilomètres au sud de Zielona Góra (siège de la diétine régionale) et à 124 kilomètres au sud de Gorzów Wielkopolski (capitale de la voïvodie).

Il y a quatre autres villes dans le powiat qui sont: Szprotawa à 14 kilomètres au sud-est de Żagań, Iłowa à 15 kilomètres au sud-ouest de Żagań, Małomice à 12 kilomètres au sud-est de Żagań et Gozdnica à 25 kilomètres au sud-ouest de Żagań.
Le district a une superficie de 1 131,29 kilomètres carrés. En 2006, il compte 82 226 habitants, dont 26 580 à Żagań, 12 613 à Szprotawa, 3 975 à Iłowa, 3 623 à Małomice, 3 454 à Gozdnica et 31 981 dans la partie rurale.

## Division administrative

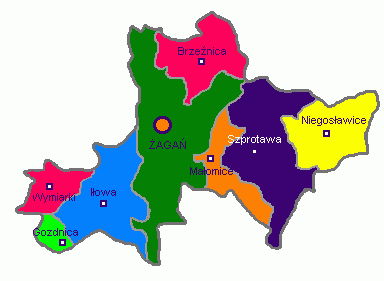
Plan de la Powiat

Le district est subdivisé en 9 gminy (communes):
- 2 communes urbaines : Gozdnica et Żagań.
- 3 communes urbaines-rurales : Iłowa, Małomice et Szprotawa.
- 4 communes rurales : Brzeźnica, Niegosławice, Wymiarki et Żagań.

Celles-ci sont inscrites dans le tableau suivant, dans l'ordre décroissant de la population.
| Gmina (commune)                                         | Type         | Superficie (km²) | Population (2006) | Chef-lieu    |
| Żagań                                                   | urbain       | 39,9             | 26 580            |              |
| Gmina Szprotawa                                         | urbain-rural | 232,3            | 21 732            | Szprotawa    |
| Gmina Iłowa                                             | urbain-rural | 153,1            | 7 111             | Iłowa        |
| Gmina Żagań                                             | rural        | 281,1            | 7 019             | Żagań *      |
| Gmina Małomice                                          | urbain-rural | 79,5             | 5 443             | Małomice     |
| Gmina Niegosławice                                      | rural        | 136,1            | 4 695             | Niegosławice |
| Gmina Brzeźnica                                         | rural        | 122,2            | 3 743             | Brzeźnica    |
| Gozdnica                                                | urbain       | 24,0             | 3 454             |              |
| Gmina Wymiarki                                          | rural        | 63,1             | 2 449             | Wymiarki     |
| * Le siège ne fait pas partie du territoire de la gmina |              |                  |                   |              |

## Démographie
Données du 30 juin 2005 :
| Description | Total  | Total | Femmes | Femmes | Hommes | Hommes |
| ----------- | ------ | ----- | ------ | ------ | ------ | ------ |
| Unité       | Nombre | %     | Nombre | %      | Nombre | %      |
| Population  | 82 526 | 100   | 42 557 | 51,57  | 39 969 | 48,43  |
| Urbain      | 50 407 | 61,08 | 26 286 | 31,85  | 24 121 | 29,23  |
| Rural       | 32 119 | 38,92 | 16 271 | 19,72  | 15 848 | 29,23  |

## Histoire
De 1975 à 1998, les différentes gminy de l'actuelle powiat appartenaient administrativement à la voïvodie de Zielona Góra.

Depuis 1999, la powiat fait partie de la voïvodie de Lubusz.